# ホンダ・ピアンタFV200
ピアンタFV200は、本田技研工業が製造しているカセットガス耕うん機。　ピアンタ（Pianta）のネーミングは植物・草木という意味のイタリア語に由来する。

## 概要
自動車メーカーのホンダが開発・販売している小型耕うん機。家庭菜園やガーデニングが普及する中、市民農園や小規模の畑で利用される小型耕うん機は、使用頻度は少なくガソリン燃料の安全な保管やキャブレターのメンテナンスなどが使用上のネックになっていた。そこで、LPGを燃料とするエンジンを搭載し、燃料供給にカセットこんろ用のガスボンベを使用したのがピアンタFV200である。
カセットボンベを用いることで、燃料系のメンテナンスの負担を劇的に軽減。既存の耕うん機の概念を変える愛らしいデザイン、移動・保管機能の標準装備、静粛性の向上により潜在ユーザーの期待に応え、2009年3月の発売からわずか半年間で年間計画6,000台を大幅に上回る販売を記録するヒット商品となった。燃料は、東邦金属工業のカセットガスボンベが推奨されている（もちろん保証外ではあるが装着さえできれば他メーカー製のでもよい）。農業ブームの火付け役となったこともあり、日経BP社や小学館DIMEなどでも年間ヒット商品に選出された。また、2009年グッドデザイン賞、2010年日本マーケティング大賞も受賞している。
なお、ホンダは1959年から50年以上に渡って耕うん機の開発・販売を行っており、ピアンタ以外にも、こまめ、サラダ、プチな、ラッキーといった、数多くのヒット商品を世に送り出している。なかでも、1980年に発売したこまめは、大型の耕うん機が主流であった当時において、コンパクトで取り回しやすい画期的な耕うん機として市場を開拓。今もなお、ホンダのベストセラー商品として販売されている。
2010年、ホンダはガスパワー商品の第2弾として、カセットガス発電機エネポを販売開始。ホンダの自動車・バイク取扱店やホームセンターなどで購入することができる。

## 仕様
- 出力：1.0kw/4,600rpm
- 乾燥重量：20kg
- 連続運転時間：1時間
- 作業効率：32坪/h
- 燃料：カセットこんろ用LPG（ブタン）ガス。